# Cartas a Felice
Cartas a Felice es un libro que recopila las cartas de Franz Kafka a Felice Bauer entre 1912 y 1917.
Hacia el final de su vida, en 1956, Felice Bauer se vio obligada por una enfermedad y las consiguientes dificultades económicas a vender las numerosas cartas que había recibido de Kafka al editor Salman Schocken, además de aproximadamente la mitad de las cartas de Kafka a Grete Bloch, amiga de Bauer. Posteriormente Schocken adquiririó otras cartas a Bloch. Aunque Felice Bauer había acordado con Schocken darle las cartas a la Biblioteca Nacional de Israel en Jerusalén después de su publicación, sus herederos no cumplieron con el acuerdo. En junio de 1987, las cartas se subastaron por 605.000 dólares a un comprador anónimo (Felice Bauer sólo había recibido 8.000 dólares en su momento).
Las cartas fueron publicadas originalmente en alemán en 1967 como Briefe an Felice por Erich Heller y Jürgen Born. La colección fue publicada por primera vez en inglés por Schocken Books en 1973, fue traducida por James Stern y Elisabeth Duckworth. Fue traducida al italiano en 1972 por Ervino Pocar y al francés, en el mismo año, por Marthe Robert. En 1978 fue traducida nuevamente al inglés por Christopher Middleton.
Franz Kafka conoció a Felice Bauer el 13 de agosto de 1912 en casa de la familia de Max Brod, cuya hermana Sophie estaba casada con un primo de Felice Bauer. El 20 de septiembre le escribió por primera vez. Entre esa fecha y el 16 de octubre de 1917 Kafka le escribió más de quinientas cartas, a veces casi diariamente, expresando su decepción si ella no respondía con la misma frecuencia. Las cartas de Felice a Kafka no se han conservado.
El 22 de septiembre Kafka escribió el cuento La condena, que le dedicó a Bauer.
Durante el período de su correspondencia Kafka produjo algunas de sus obras más famosas, incluidas La metamorfosis, En la colonia penitenciaria, y sus primeros intentos de escribir El proceso.
Kafka escribió cartas, algunas de ellas muy personales, de forma intensa y durante un largo período de su vida. Documentan su gran sensibilidad y transmiten su visión de los aspectos amenazantes de su mundo interior y sus temores con respecto al exterior. Algunos autores no consideran las cartas de Kafka como un añadido a su obra literaria, sino que las ven como parte de ella. Sus cartas a Felice y las cartas a Milena en particular se encuentran entre los grandes documentos epistolares del siglo XX.

## Felice Bauer
Kafka describió en su diario, en una anotación del 20 de agosto, su primer encuentro con Felice Bauer: "Cuando llegué a lo de Brod el 13 de agosto, ella estaba sentada a la mesa y, sin embargo, me pareció una criada. Ni siquiera tenía curiosidad por saber quién era ella, pero inmediatamente me resigné a ella. Rostro huesudo y vacío que llevaba su vacío abiertamente. Cuello libre. Tenía puesta una blusa. Parecía vestida como en casa, aunque, como me enteré más tarde, no lo estaba. (La enajeno un poco al acercarme tanto a su cuerpo. Sin embargo, en qué estado estoy ahora, enajenado de todo lo bueno en general, y además, todavía no lo creo. [...] Nariz casi rota, rubia, algo tiesa, pelo poco atractivo, mentón fuerte. Cuando me senté, la miré más de cerca por primera vez, mientras me sentaba ya tenía un juicio inquebrantable".
Heinz Politzer dice al respecto: "Este vacío que, de forma simbólica, representa el carácter `fortuito´ del encuentro como tal, le ofreció [a Kafka] una bienvenida oportunidad de llenar el vacío con una abundancia de visiones, que eran igualmente de pesadilla y fascinantes." Opina también que "Felice se convirtió en una meta, invaluable porque era inaccesible y, sin embargo, capaz de dar alguna dirección a su libido libre y profundamente sin rumbo [...] La grotesca tragedia de estas cartas de amor tiene sus raíces en el carácter de su escritor. Son el intento de un hombre, probablemente único en términos humanos y literarios, de tomar posesión de una mujer con palabras y nada más que palabras; con palabras, además, que eran predominantemente de tono negativo".
En su diario Kafka describe el dilema en que se encuentra:
21 de junio de 1913 - "El mundo inmenso que tengo en la cabeza. Pero cómo liberarme y liberarla a ella sin desgarrarme. Y mil veces prefiero desgarrarme que retenerla o enterrarla en mí. Para eso estoy aquí, eso lo tengo muy claro".
1 de julio de 1913 - "El deseo de una soledad más allá de todo. Solo confrontado conmigo mismo".
13 de agosto de 1913 "Tal vez todo haya terminado ahora y mi carta de ayer habrá sido la última. Definitivamente sería lo correcto. Lo que yo sufriré, lo que ella sufrirá, no se puede comparar con el sufrimiento común que habría de surgir. Lentamente me recuperaré, ella se casará, es la única salida entre los vivos. No podemos cavar un camino en la roca para nosotros dos, es suficiente que hayamos llorado y agonizado por eso durante un año. Lo verá en mis últimas cartas. Si no, entonces ciertamente me casaré con ella, porque soy demasiado débil para resistirme a su opinión sobre nuestra felicidad juntos, e incapaz de fallar, en la medida de lo posible, en lo que ella cree que es posible".
Se volvieron a encontrar para la Pascua de 1913, y él le propuso matrimonio en una carta a fines de julio de ese año. La intimidad de las cartas, una peculiar intimidad a distancia, contrasta ahora con la extrañeza corporal. El compromiso tuvo lugar en la festividad judía de Shavuot, el domingo 31 de mayo de 1914, en presencia de los padres de Kafka y su hermana Ottla, pero Kafka rompió el compromiso unas semanas después, en agosto. Después de una difícil comunicación, de nuevo principalmente por carta, y de pasar diez días juntos en Marienbad en julio de 1916, se encontraron para un segundo compromiso el 12 de julio1917, planeando casarse pronto y vivir juntos en Praga. Aquejado de los síntomas de la tuberculosis que le conduciría a la muerte, Kafka volvió a romper el compromiso en diciembre de ese año. El 27 de diciembre, Kafka llevó a Felice a la estación de tren: nunca más se volverán a ver.
Dice el seductor de Kierkegaard "Es una obra de arte entrar en la vida de una muchacha a modo de literatura, y una obra maestra salir de ella de la misma manera".
Reiner Stach describió en su ensayo La novia lejana la situación de Felice Bauer luego de que Kafka se separara de ella: "Entre tanto ya contaba treinta años, entonces una edad bastante avanzada para una soltera que todavía tenía el propósito de fundar una familia. No era ya tan optimista ni tan vital como cinco años antes: su padre había muerto en 1914, Ferri, su único hermano, por el que hizo más de un sacrificio, había entrado en conflicto con la ley y tuvo que emigrar a los Estados Unidos. A fines de 1918 se suicidó su hermana más joven, Toni, una despedida más, la cuarta en tan sólo cinco años. Felice tenía prisa ahora, y el hecho de que en la primavera de 1919 se casara con el banquero berlinés Moritz Marasse no sólo puede entenderse como un tardío amoldarse a las circunstancias, sino también como expresión del urgente deseo de volver a proporcionarle constancia y confiabilidad a su propia vida".

## Las cartas
9 al 10 de febrero de 1913
"¿has conocido alguna vez la incertidumbre? ¿Has visto cómo se abrían aquí y allá para ti solamente, descontando a los demás, diversas posibilidades, y que con ellas surgía una verdadera prohibición de efectuar todo movimiento? ¿Has desesperado alguna vez de ti misma, simplemente desesperado, sin que entrase en tu mente, ni del modo más fugaz, el pensar en otro? ¿Desesperado hasta el extremo de tirarte al suelo y permanecer así más allá de todos los Juicios Universales? [,,,] A veces, mi amor, me creo realmente perdido para todo trato humano."
28 de febrero al 1 de marzo de 1913
“Por supuesto que no tengo ningún plan, ninguna perspectiva, yo no puedo entrar en el futuro por mis propios pasos; precipitarme en el futuro, rodar en el futuro, tropezar y caer en el futuro, eso sí puedo hacerlo, y lo que mejor soy capaz de hacer es quedarme tumbado”.
Zürau, 30 de septiembre o 1.º de octubre de 1917
"Que en mi interior hay dos seres que combaten, es cosa que ya sabes. Que el mejor de ambos combatientes te pertenece, es algo que en estos últimos días he dudado menos que nunca. Sobre las vicisitudes de la lucha has sido informada a lo largo de cinco años mediante la palabra y el silencio y mediante sus entremezcladuras, por lo general para tu tormento."
"El caso es que, en mi fuero interno, yo no tengo a esta enfermedad por una tuberculosis, o al menos no la considero tal primordialmente, sino que la tengo por una quiebra general. Creí que las cosas seguirían aún marchando hacia adelante, pero no ha sido así [...] Por otro lado, voy a decirte un secreto en el que yo por mi parte en estos momentos no creo en absoluto (pese a que, cuando trato de trabajar y pensar, la tiniebla que desde lejos cae sobre mí a todo mi alrededor tal vez pudiera convencerme), pero que tiene que ser verdad: jamás recobraré la salud. Ni más ni menos que porque no se trata de una tuberculosis a la que se coloca en la tumbona y a la que se cuida hasta su curación, sino que se trata de un arma cuya necesidad seguirá siendo extrema mientras yo continúe con vida. Y ambas no pueden continuar con vida."
Kafka no escatimó con crítica a otros escritores, a título ejemplar, su opinión sobre Schnitzler y Lasker-Schüler:
14 al 15 de febrero de 1913
"Schnitzler no me gusta nada, y apenas sí me inspira alguna estima; cierto que posee algún talento, pero sus grandes dramas y su ampulosa prosa están, para mí, cargados de una oscilante masa de la más total y repulsiva palabrería. Por mucho que se le eche por tierra, nunca será lo bastante." Sobre Lasker-Schüler: "No puedo soportar sus poemas, no me hacen sentir otra cosa que aburrimiento por su vacuidad, y repugnancia por su artificiosa ampulosidad. También su prosa me desagrada por las mismas razones, en ella se ve trabajar al confuso y espasmódico cerebro de una habitante de la gran ciudad que se pone a sí misma en exceso de tensión." 

## Canetti
El novelista búlgaro Elias Canetti escribió sobre la correspondencia de Kafka en el libro El otro juicio de Kafka: Las cartas a Felice. A través de la lectura de las cartas junto con secciones de El proceso, Canetti examinó la lucha de Kafka entre una vida cómoda de clase media y el aislamiento. Canetti escribió: "Él sentía lo que le hacía falta: una seguridad lejana, una fuente de fuerza que no trastornara su sensibilidad mediante roces demasiado estrechos; una mujer que estuviera a su disposición sin esperar de él más que palabras, como una especie de transformador cuyos errores técnicos conocía y dominaba hasta el punto de que al instante podía corregirlos con ayuda de una carta {...] Estas cartas contienen una inconcebible dosis de intimidad; son más íntimas aún de lo que sería la exposición detallada de una felicidad. No existe indecisión cuya descripción puede comparársele, ni personalidad que se haya desnudado tan fielmente. Este intercambio epistolar resulta casi insoportable para una persona primitiva, a tal punto se tiene la impresión de estar ante el exhibicionismo de una impotencia espiritual; pues uno se encuentra constantemente con todo lo que lo caracteriza: indecisión, temerosidad, frialdad de sentimientos, minuciosidad en la descripción de una ausencia de amor, un desvalimiento de tales proporciones que solo resulta creíble por la hiperexactitud con que se lo narra. Pero todo está formulado de tal forma que al instante se convierte en ley y conocimiento."

## Recepción
El profesor y especialista en literatura alemana Heinz Politzer termina su ensayo sobre las Cartas a Felice con las palabras: "contribuyó a la creación de una nueva imagen del hombre: un extraño entre los hombres y, sin embargo, familiar para todos ellos, un torturador torturado, que parece infiel porque está obsesionado con la compulsión de obedecer las ordenanzas de su conciencia. Kafka se paró donde no había suelo y, hasta el final, no cedió ni un centímetro de donde estaba".
El sociólogo Klaus Theweleit escribe en Orpheus und Eurydike: "Los editores de las 'Cartas', Erich Heller y Jürgen Born, se refirieron erróneamente a ellas como los 'Minnelieder' [Minnesang] de Kafka: las cartas a Felice Bauer son uno de los libros más reveladores que nos han dejado escritores sobre la escritura (no sobre el 'amor') [...] ¿Alguna vez dirigió realmente una sola carta a Felice Bauer?” Esto último seguramente habrá sido el caso, porque nadie escribe en vano a una persona por la que no se siente pasión o no se encuentra atractiva, encantadora o de alguna manera encuentra interesante. Sin embargo, estas cartas no iban, a su manera, a ninguna parte, constituyen un proceso de escritura y remiten a una forma de subjetividad estética que Kafka desarrolló más y más en el curso de su escritura, hasta la perfección".
Fred-Jürgen Beier resume las líneas generales de las cartas: "Kafka, que dice de sí mismo en una carta a Felice que él es literatura, que no es otra cosa y que no puede ser otra cosa, construye un capullo de cartas en torno a sí mismo y a su amada. Un panorama sumamente dramático de relaciones se despliega en una incomparable capacidad de formular, brindándonos, como lectores nacidos más tarde, profundas intuiciones sobre el mundo de Kafka, sus pensamientos y sentimientos. La lucha por esa mujer es básicamente una lucha consigo mismo, Kafka no conoce la piedad, su masoquismo parece ilimitado. 'Todos los días al menos una línea debería estar dirigida contra mí', escribió en su diario. Lleva la relación a una situación desesperada de la que sólo la separación permite escapar".